# Радзивилл, Михаил (1870)
Князь Михаил Радзивилл «Рудый» (8 февраля 1870, Берлин — 6 октября 1955, Санта-Крус-де-Тенерифе) — польский аристократ, последний (4-й) ординат Пшигодзицкий (с 1926).

## Биография
Представитель польского магнатского рода Радзивиллов Герба «Трубы». Старший сын князя Фердинанда Радзивилла (1834—1926) и Пелагии Сапеги (1844—1929). Брат Януша Францишека Радзивилла.
При крещении получил имя — Владислав Кароль Ян Алоизий Вильгельм Эдмунд Роберт Михаил.
Прозвище «Рудый», или «Красный», ссылка на цвет его волос. Его друзья называли его «Munio», в то время как его родственники часто называли его просто «Ренегат» или «Дегенерат». Как землевладелец, чье имущество находилось вокруг села Антонина, он был также известен как «Махараджа Антонина» из-за своего роскошного и чрезмерного образа жизни.
Близкий родственник прусской династии Гогенцоллернов. Несмотря на своё литовско-польское происхождение, всегда считал себя немцем. По образованию — доктор права и выпускник философии.
Находился за пределами Польши до 1926 года. До 1917 года Михаил Радзивилл являлся российским дипломатом (в начале XX века служил атташе в посольстве Российской империи в Париже, знал 8 языков).
Подполковник германской армии, майор британской армии и рыцарь Мальтийского ордена.
Михаил Радзивилл был замешан в нескольких крупных скандалах, которые привели к тому, что от него отреклись многие его родственники. После смерти своего отца Фердинанда Михаил унаследовал Пшигодзицкую ординацию, которую он довел до банкротства. Его младший брат Януш Радзивилл в судебном порядке получил права опеки и попечительства над имуществом Михаила. Михаил Радзивилл также приказал закрыть церковную часовню в родовом Антонине, приказав выбросить останки умерших родственников из её подземелий (часть умерших вернули в часовню после вмешательства родственников, а другие были перезахоронены на соседнем кладбище).

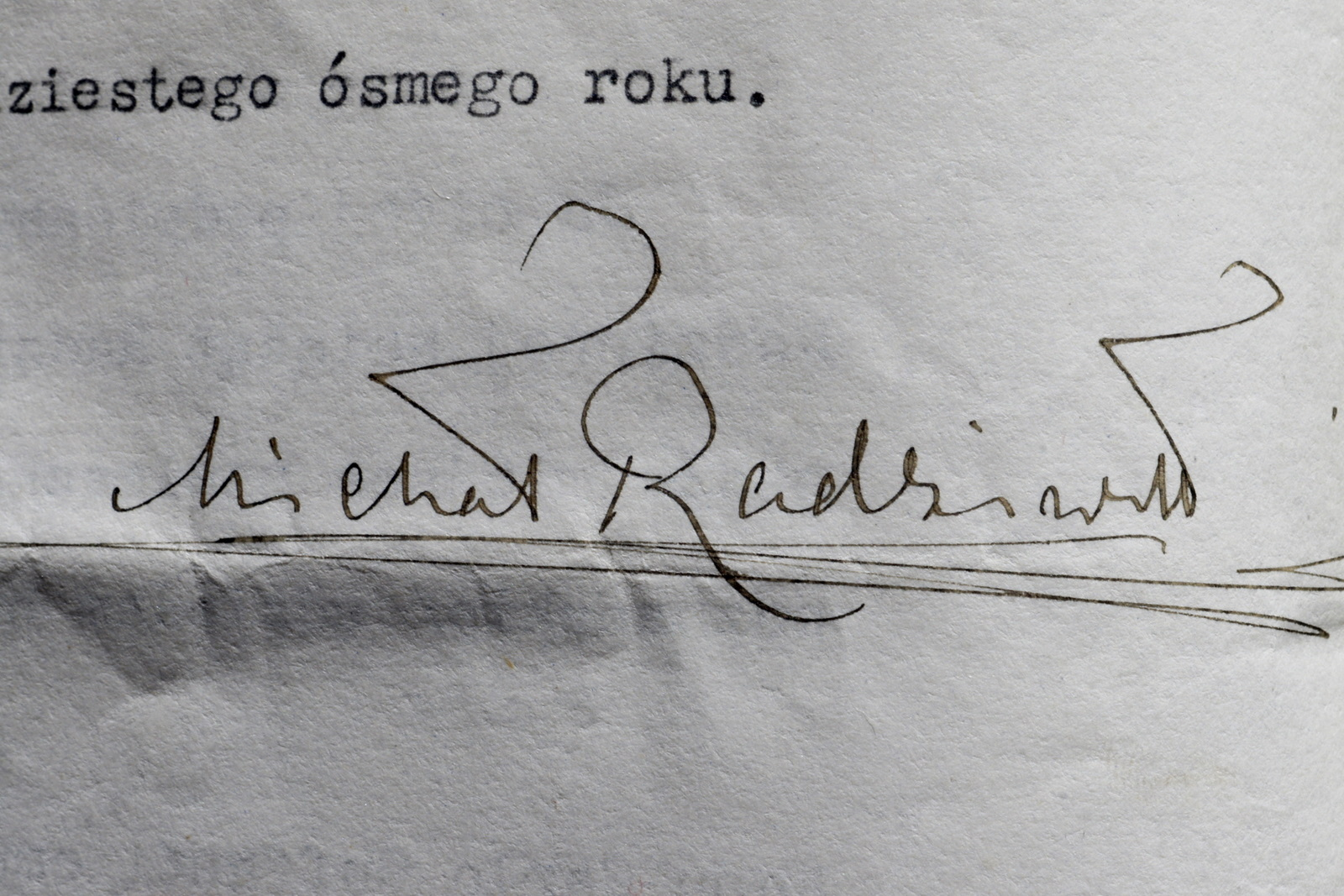
Aатограф Михаила Радзивилла

Вторая Мировая война застала Михаила Радзивилла в родовом Антонине. После вторжения немцев в Польшу он предложил свой дворец Адольфу Гитлеру, что, однако, не принесло ему симпатий со стороны немецких оккупантов. Князь также объявил себя немцем и приветствовал германских захватчиков как «освободителей». Михаил Радизвилл был помещен под домашний арест, а в 1940 году ему было разрешено покинуть родовую усадьбу и эмигрировать во Францию. На французской Ривеьере он только подтвердил свою плохую репутацию. В дальнейшем он проживал у своих родственников под Берлином и в Швейцарии.
После Второй Мировой войны Михаил Радзивилл поселился на Канарских Островах.

## Браки и дети
2 сентября 1898 года в Санкт-Петербурге первым браком женился на россиянке Марии Николаевне де Бернардки (1871—1949). Супруги имели двух детей и развелись в 1915 году.
- Фридрих Вильгельм Александр Алексей Экспедитус Николай Михаил Фердинанд Мария Алоизий Антоний (род. 28 сентября 1899 — 19 июля 1920)
- Фридерика Вильгельмина Хелена Луиза Мария Елизавета Ядвига Элиза Габриэла Леонтина (26 сентября 1904 — 10 января 1995), жена с 1927 года графа Зигмунда Скоржевского (1894—1974)

15 ноября 1916 года в Вадуце (Лихтенштейн) вторично женился на испанской аристократке Марии Генриетте Хуане Мартинес де Мединилья (1866—1947), маркизе де Санта-Сюзана, де ла Эспераса и Виллафранкуэзе. Второй брак бездетен. В 1929 году он попытался развестись со второй женой, но брак так и не был расторгнут.
23 мая 1938 года в Лондоне в третий раз женился на Харриет Доусон (род. 1881). Законность третьего брака ставится под сомнение.